# 八代駅

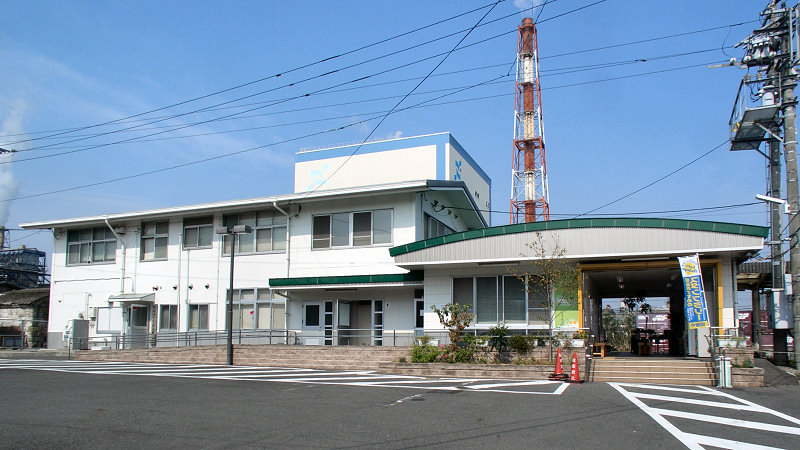
肥薩おれんじ鉄道駅舎

八代駅（やつしろえき）は、熊本県八代市萩原町一丁目にある、九州旅客鉄道（JR九州）・日本貨物鉄道（JR貨物）・肥薩おれんじ鉄道の駅である。
肥薩おれんじ鉄道の駅についてはメルシャン八代工場がネーミングライツを取得、2025年3月15日より副駅名が「八代産の柑橘が爽やかに香る、八代不知火蔵のクラフトジン『八つ星』」となっている。

## 概要
熊本県南部の主要都市である八代市の中心駅である。
JR九州の鹿児島本線と肥薩線、肥薩おれんじ鉄道の肥薩おれんじ鉄道線の計3路線が乗り入れており、鹿児島本線は当駅が（門司港側からの）終点、肥薩線と肥薩おれんじ鉄道線は当駅が起点である。肥薩おれんじ鉄道にはOR01の駅番号が設定されている。
JR九州と肥薩おれんじ鉄道の共同使用駅となっているが、肥薩おれんじ鉄道線（当駅 - 川内駅間）はかつてJR九州・鹿児島本線の一部だったものが、2004年の九州新幹線（鹿児島ルート） の部分開業に伴って肥薩おれんじ鉄道に経営移管されたものであり、移管以前の当駅は旅客駅としてはJR九州のみの単独駅であった。JR九州における当駅の所属線は鹿児島本線である。
当駅を経由する全旅客列車が停車する。普通列車は当駅始発・終着が主であるが、当駅を跨いで肥薩線・人吉駅と鹿児島本線・熊本駅を結ぶ区間に特急列車及び臨時列車「SL人吉」が運行されている。2016年3月26日のダイヤ改正以降は肥薩線・吉松駅発着の「いさぶろう・しんぺい」（1往復）が熊本駅まで延伸運行されるようになり、当駅に停車するようになった。肥薩おれんじ鉄道線からの列車も、一部の普通列車や観光列車「おれんじ食堂」が新八代駅まで乗り入れる。
2016年3月26日のダイヤ改正で「九州横断特急」の区間短縮（熊本 - 人吉駅間の廃止）及び特急「くまがわ」が廃止され、一般車両による快速列車への格下げがなされた。いずれの特急列車も肥薩線と鹿児島本線を直通するもので、廃止前は「くまがわ」は熊本駅まで、「九州横断特急」は熊本駅からさらに豊肥本線に乗り入れて別府駅まで結んでいた。同特急の廃止後は当駅発着の優等列車の設定が消滅していたが、2017年3月4日ダイヤ改正で「D&S列車」第11弾として、熊本 - 人吉間に特急「かわせみ やませみ」が3往復新設されたほか、熊本 - 吉松間を結ぶ快速「いさぶろう・しんぺい」1往復も特急列車に格上げ（人吉 - 吉松間は普通列車）され、約1年ぶりに4往復の優等列車の発着が復活した。なお、それまで運行されてきた快速列車は早朝の上り人吉発熊本行1本と深夜の下り当駅始発人吉行き（最終列車）を除いて全て特急「かわせみ やませみ」に置き換えられた。
2018年3月17日ダイヤ改正で早朝の上り人吉発熊本行1本と深夜の下り当駅始発人吉行き（最終列車）の快速列車が廃止され、肥薩線の運行本数の見直しや時刻の繰り上げや繰り下げが行われた。
2020年7月4日未明に発生した令和2年7月豪雨により肥薩線八代 - 吉松間と肥薩おれんじ鉄道八代 - 出水間が甚大な被害を受け、長期間の運休を余儀なくされた。肥薩おれんじ鉄道については同年11月1日に運転を再開したが、肥薩線は被災範囲が大変大きいため2024年現在も復旧の目処は立っておらず、沿線道路も災害で不通となっている箇所が多いことから当駅前から坂本駅までのみタクシーによる代行輸送が行われている。
またかつては当駅発着列車と、近隣の八代港発着のフェリーとの連絡運輸も行われていた。八代港からは天草諸島各港へのフェリーが発着していたが、天草方面への他ルートによる交通が整備されてきたこと、及び九州新幹線・新八代駅開業により当駅の優等列車の発着や観光客が大きく減少したことにより産交バスの八代港連絡バスが2010年9月30日限りで廃止されたため、同年10月1日をもって連絡運輸を終了している。
このように、現在同市の広域旅客輸送の玄関口としての役割は、2004年に誕生し博多駅方面・鹿児島中央駅方面などと九州新幹線で直接結ばれている隣駅・新八代駅に譲っている。

## 歴史

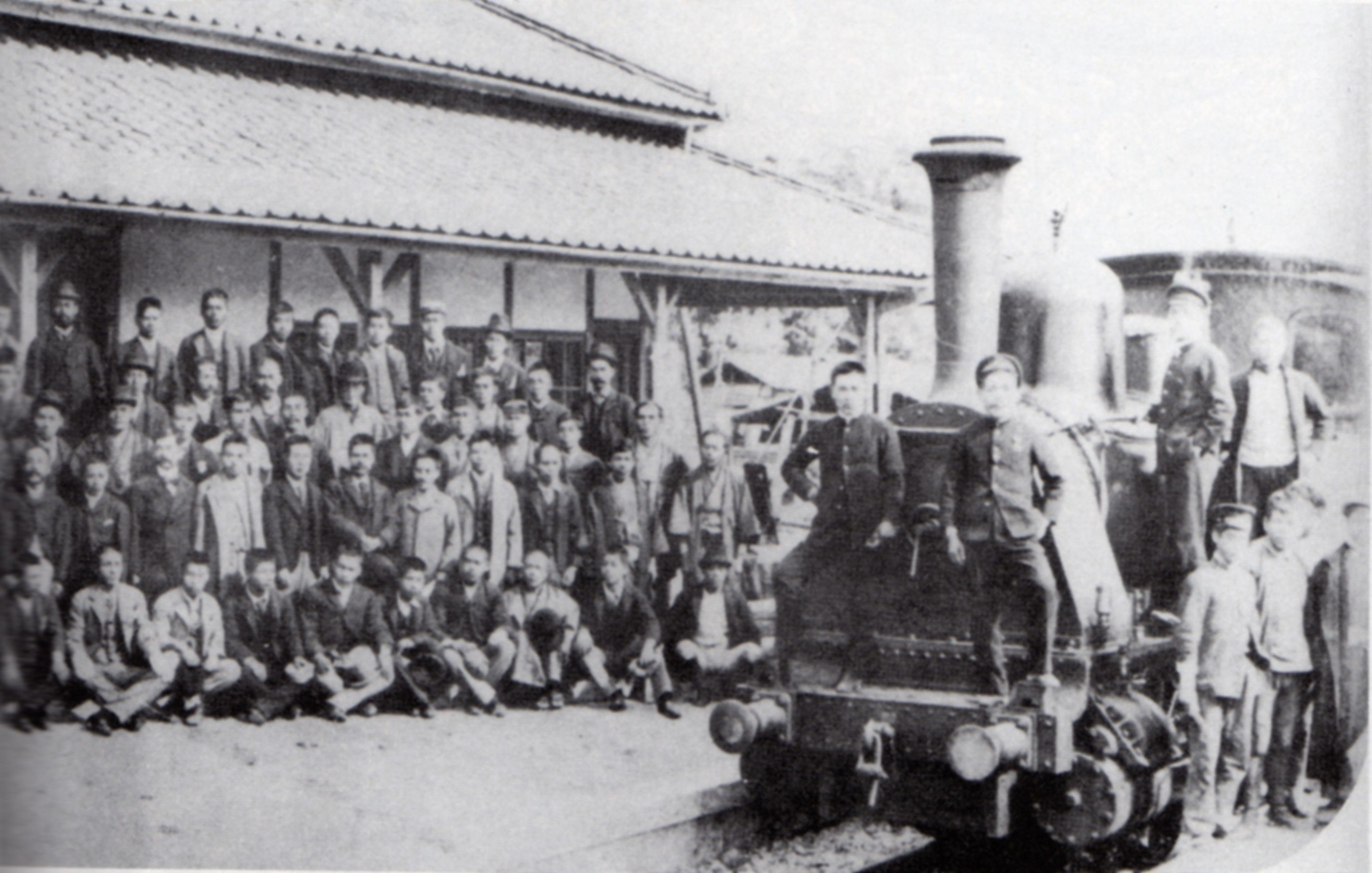
初代八代駅、開通直後の様子

八代駅は1896年（明治29年）11月21日に、後に国鉄鹿児島本線となる路線を建設した私鉄の九州鉄道によって、松橋 - 八代間開通とともに開設された。この時の駅の位置は現在地よりも西側の、出町公園があるあたりであった。九州鉄道は1907年（明治40年）7月1日に国有化され、当駅は国有鉄道の駅となった。しかしその後、人吉まで後に肥薩線となる路線が開通する際に当初の駅の位置では折り返し運転が必要になることから、これを避けて現在地点に移転することになった。これにより、千丁 - 初代八代間の線路から分岐して弧を描くようにして現行駅に入る線路が建設され、2代目の八代駅が1908年（明治41年）6月1日、八代 - 人吉間の開通と同時に開業した。この際に初代八代駅は2代八代駅と結ぶ線路に付け替えられて、貨物用の球磨川荷扱所として使用されるようになった。
1909年（明治42年）10月12日、国有鉄道線路名称が制定されて門司から人吉に至る路線は人吉本線と命名された。しかしまもなく11月21日には人吉 - 吉松間開通により鹿児島までが全通して鹿児島本線と改められた。1911年（明治44年）に、2018年（平成30年）まで使われた木造平屋建ての駅舎が完成した。1912年（明治45年）7月11日に球磨川荷扱所は正式に球磨川駅となり、鹿児島本線に属する貨物駅となった。営業キロは、マイル時代は0.8マイル、メートル法施行後は1.3 kmとされた。1923年（大正12年）7月15日、当駅で鹿児島本線から分岐して日奈久までの路線が開通し、当初はこちらが肥薩線と名付けられた。この路線はそのまま延長されていき、1927年（昭和2年）10月17日に全通して、こちらを経由する路線が鹿児島本線に、当駅で分岐して人吉を経由する路線が肥薩線に、名称を入れ替えられた。
球磨川駅は、1945年（昭和20年）6月10日に書類上は廃止となった。しかし実態としては貨物扱い設備が存続し、八代駅構内の扱いで営業が継続されていた。1989年（平成元年）11月12日に、交流電化区間としては初めての着発線荷役方式を導入した新しい貨物取扱設備が旅客駅に隣接する位置に設置されて使用開始したことから、旧球磨川駅の設備は廃止となった。球磨川駅へ至る線路跡は道路に転用され、駅の跡地は八代市により球磨川駅地区土地区画整理事業が施行され、出町公園などになっている。この公園にはかつての球磨川駅跡であることを示す説明板と国鉄C57形蒸気機関車の動輪の展示が行われている。

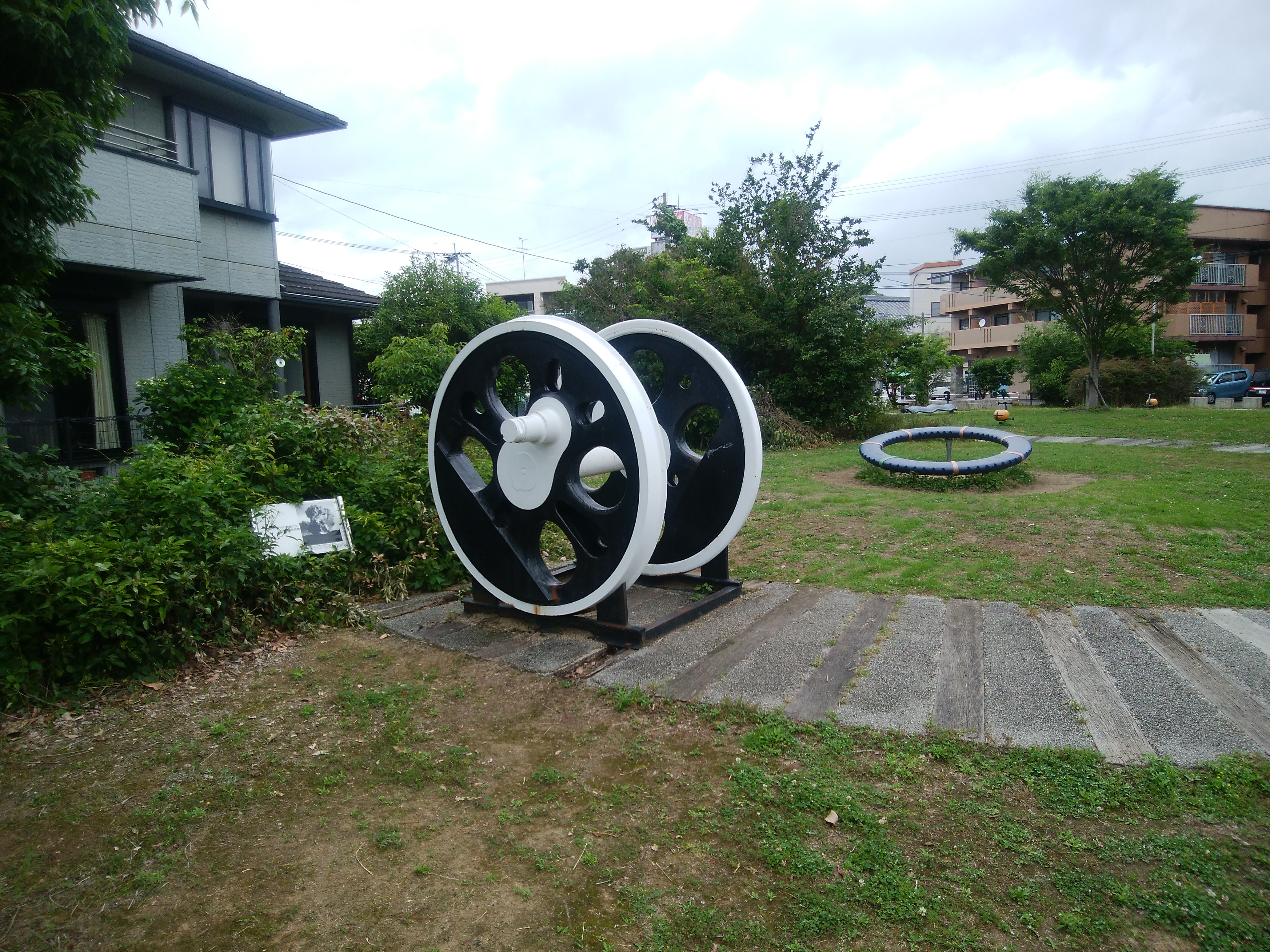
C57 169の動輪

2004年（平成16年）3月13日、九州新幹線の新八代 - 鹿児島中央間開通に伴い、当駅より南側の鹿児島本線が川内駅まで並行在来線として経営分離され、第三セクターの肥薩おれんじ鉄道が運営を引き継いだ。このために当駅に肥薩おれんじ鉄道の設備が設置されている。
1911年（明治44年）建設の駅舎が老朽化してきてたこと、また2016年（平成28年）に発生した熊本地震の影響で建物の一部が損傷しているためこれ以上の維持に困難があるとして、2016年4月に所有するJR九州が駅舎建て替えの意向を示した。市と協議の上、鉄骨造り平屋建ての和風デザインの駅舎を建築することになり、2018年（平成30年）4月14日から仮駅舎に営業を移転した上で旧駅舎を解体し、2019年（平成31年）2月16日に新駅舎の使用を開始した。

### 年表
- 1896年（明治29年）11月21日：九州鉄道の駅として開業[17]。当時は現在の出町公園付近にあった。
- 1907年（明治40年）7月1日：九州鉄道の国有化により官設鉄道の駅となる[17]。
- 1908年（明治41年）6月1日：人吉駅まで路線が延伸開通し[17]、同時に現在地に移転。旧駅は貨物駅の球磨川荷扱所に転用。
- 1909年（明治42年）
  - 10月12日：国有鉄道線路名称制定により、当駅を通る路線が人吉本線と命名される[17]。
  - 11月21日：全通により人吉本線が鹿児島本線に改称され、当駅は鹿児島本線所属駅となる[17]。
- 1912年（明治45年）7月11日：球磨川荷扱所を球磨川駅に変更。八代 - 球磨川間0.8マイル（メートル法施行後1.3 km）
- 1923年（大正12年）7月15日：日奈久駅まで路線が開通、当初はこちらの路線が肥薩線と呼ばれていた[18]。
- 1927年（昭和2年）10月17日：海岸周りの路線が全通し、こちらを鹿児島本線に改め、従来の人吉周りの路線は肥薩線と改称される[18]。
- 1931年（昭和6年）11月16日：陸軍特別大演習参加後の昭和天皇が県内を巡幸。お召し列車が熊本駅 - 八代駅、八代駅 - 水俣駅間で運行[19]。
- 1945年（昭和20年）
  - 6月10日：球磨川駅を当駅に併合し、八代駅構内扱いの球磨川貨物取扱所とする（1989年まで残存）
  - 8月11日：米海軍空母艦載機波状空襲攻撃により当駅 - 肥後高田駅間の球磨川鉄橋が被災落橋し現在も橋脚に痕跡が残る（球磨川橋梁8月29日復旧）。
- 1949年（昭和24年）6月1日：公共企業体である日本国有鉄道が発足。
- 1980年（昭和55年）2月1日：日本セメント八代工場専用線廃止。
- 1984年（昭和59年）2月1日：興人八代工場、メルシャン八代工場専用線廃止。
- 1986年（昭和61年）11月1日：荷物の取扱を廃止[20]。
- 1987年（昭和62年）4月1日：国鉄分割民営化に伴い、JR九州・JR貨物が継承[21]。
- 1989年（平成元年）11月12日：旧球磨川駅にあった貨物設備を旅客駅隣へ移転。同時に着発線荷役方式を導入[22]。
- 1994年（平成6年）3月18日：駅構内に直営コンビニエンスストア生活列車が開店する[23]。
- 2004年（平成16年）
  - 2月28日：ジョイロード（現JR九州旅行）八代駅旅行センターが閉店。閉店後は八代市観光案内所となる。
  - 3月13日：鹿児島本線の当駅 - 川内駅間が肥薩おれんじ鉄道に移管。
- 2010年（平成22年）10月1日：産交バスの八代港連絡バス廃止に伴い、八代港との連絡運輸を終了。
- 2012年（平成24年）12月1日：鹿児島本線（熊本方面）でICカード「SUGOCA」の利用が可能となる[24]。
- 2015年（平成27年）
  - 4月1日：肥薩おれんじ鉄道の駅業務がNPO法人の業務委託終了に伴い直営駅に変更。
  - 7月1日：肥薩おれんじ鉄道の駅業務をNPO法人おれんじサポートステーションに委託。
- 2017年（平成29年）11月28日：駅舎建て替え工事が開始。
- 2018年（平成30年）4月14日：駅舎建て替え工事のため仮駅舎に移転。
- 2019年（平成31年）
  - 1月30日：新駅舎完成[13][25]。
  - 2月16日：新駅舎での運用開始。
- 2023年（令和4年）10月1日：駅業務委託終了に伴い、八代駅を直営駅化。
- 2025年（令和7年）3月15日：肥薩おれんじ鉄道の駅にネーミングライツにより「八代産の柑橘が爽やかに香る、八代不知火蔵のクラフトジン『八つ星』」の副駅名が付く[3][4]。

## 駅構造
島式ホーム1面2線と単式ホーム1面1線および切欠きホームを1線追加した2面4線の構造の地上駅で、1番線と2番線の間に上り列車用の中線、3番線の隣に側線、その隣にJR貨物の貨物列車用のホーム（JR貨物八代駅貨物取扱所発着）が設置されている。JR九州側のホームでは、1番線と2・3番線を結ぶエレベーターを2機設置している。単式ホームの鹿児島側と切欠式ホームを肥薩おれんじ鉄道が使用する。また、中線と側線は主に貨物列車が使用している。JR九州と肥薩おれんじ鉄道の駅舎は独立しているが線路は繋がっていて1番線ホームの中間部分にJR九州と肥薩おれんじ鉄道の仕切と連絡改札口があり乗換取扱を行っている。JR九州の改札口は一つだけだが、「やつしろ全国花火競技大会」開催時は多客のため、1番線の熊本方にある跨線橋の横の柵が開かれ臨時改札口として使用される。運転信号関係はJR線、肥薩おれんじ鉄道ともJR九州の係員が担当しており、鹿児島本線、肥薩線、肥薩おれんじ鉄道とも列車の夜間滞泊がある。また、JR駅舎と肥薩おれんじ鉄道駅舎の両方にコインロッカーが設置されている。

### JR九州
1911年（明治44年）建設の木造平屋建て駅舎が使用されてきたが、2017年（平成29年）から建て替え工事が開始され、2018年（平成30年）4月14日より仮駅舎に移転して営業している。駅舎は1番線ホームの熊本側に面する。JR九州サービスサポートが駅業務を受託する業務委託駅であったが、2023年（令和4年）10月1日に直営駅化され、熊本駅から要員を派遣する形で運営されている。みどりの窓口が設置されており、待合室のすぐ隣にファミリーマートJR八代駅店が入店している。2012年12月1日より鹿児島本線でSUGOCAが利用可能となったが（肥薩線は非対応）、自動改札機の設置は行われずICの読み取り機のみ設置してあり、肥薩おれんじ鉄道との連絡改札口にも改札口手前にIC読み取り機が設置されている。

### 肥薩おれんじ鉄道
有人駅で駅舎は肥薩おれんじ鉄道本社や乗務員宿泊施設に隣接する形で1番線ホームの鹿児島側に面する。駅番号はOR01。自動券売機1台、待合室、出札窓口、改札口が設置されている。駅業務は連絡改札口の改札を含めてNPO法人おれんじサポートステーションが受託しており、出改札業務や駅施設管理まで担当している。SUGOCAなどのICカードにも対応していない。また窓口の営業時間が下記の通り朝から夕方までの時間に限られており、それ以外の時間帯は無人駅になる。
かつては2004年の開業時より地元のNPO法人ネット八代が長らく駅業務の業務委託を行っていたが、2015年3月31日を以て業務委託を終了し、翌4月1日から直営駅となった。業務委託終了後の2015年4月1日から6月30日までは唯一肥薩おれんじ鉄道の直営駅となり本社社員が駅業務を行っていたが、7月1日より上述のNPO法人おれんじサポートステーションが業務委託を開始した。
- 営業時間
  - 平日 6:30 - 18:35
  - 土休日 7:40 - 18:35

このほか駅構内の南東側に3本の留置線があり、日中は肥薩おれんじ鉄道の車両、日中から夜にかけて肥薩線の車両が、深夜帯は鹿児島本線の列車が数本留置される。このため肥薩おれんじ鉄道の朝と夕方の一部の列車は当駅で列車の増結・分割を行う。そのほか肥薩線と肥薩おれんじ鉄道の列車はダイヤ上の都合や車両に不具合が発生した時、朝ラッシュやイベント開催時、団体乗車など多客の乗車が発生した場合などには当駅で予備車両との車両交換や列車の分割・増結を行う事もある。また上記でも記述したが通常は深夜・早朝の夜間滞泊のため電車車両も留置されるが、「やつしろ全国花火競技大会」開催時は臨時列車が多数増発運行されるため、この留置線に夕方から夜間にかけて一時的に鹿児島本線の電車車両が多数留置される。その際には肥薩線の車両は留置線ではなく1番線と2番線の間にある中線に留置される。

### のりば
| のりば                 | 路線                                                | 方向                   | 行先                   |
| 肥薩おれんじ鉄道ホーム | 肥薩おれんじ鉄道ホーム                              | 肥薩おれんじ鉄道ホーム | 肥薩おれんじ鉄道ホーム |
| ---------------------- | --------------------------------------------------- | ---------------------- | ---------------------- |
| 0                      | ■肥薩おれんじ鉄道線                                 | 下り                   | 佐敷・水俣・川内方面   |
| 1                      | ■肥薩おれんじ鉄道線 （■鹿児島本線新八代駅直通列車） | 下り                   | 佐敷・水俣・川内方面   |
| 1                      | ■肥薩おれんじ鉄道線 （■鹿児島本線新八代駅直通列車） | 上り                   | 新八代行き             |
| JR九州ホーム           |                                                     |                        |                        |
| 1 - 3                  | ■鹿児島本線                                         | 上り                   | 熊本・玉名・大牟田方面 |
| 1 - 3                  | ■肥薩線                                             | 下り                   | 坂本・人吉・吉松方面   |

- 人吉からの特急列車とSL人吉（上り列車）、肥薩線の新八代行き普通列車1本と、22時台の当駅始発快速人吉行きはJRホーム1番線発着、その他の肥薩線人吉行き普通列車は2番線発着、熊本からの特急列車とSL人吉（下り列車）は3番線発着。ただし、事故や悪天候などの運行障害でダイヤ乱れの時はこの限りではなく、発着番線が変更されることがある。
- おれんじ鉄道の当駅折り返し列車は全て0番線発着で、1番線で折り返す定期列車は設定されていない。ただし、事故や自然災害などでの運行障害時や臨時列車運行時はおれんじ鉄道ホーム1番線で折り返しを行うこともある。なお、2015年3月から2016年3月までの1年間は「ゆうゆうトレイン」1本が当駅発着の際におれんじ鉄道ホーム1番線を使用していた（厳密には当駅から発車する時は留置線から出区し、到着後は留置線に入区していた）
- おれんじ鉄道のJR線直通列車（普通列車・おれんじ食堂「新八代」、「出水」、「川内」行き・快速スーパーおれんじ号「熊本」、「出水」行き）は、上下列車とも全てJRホーム1番線の奥にあるおれんじ鉄道ホーム1番線発着。ただし、JR線とおれんじ鉄道を直通する検測列車（マヤ34、キヤ141、クモヤ443）はJR線ホーム発着である。
- 「ななつ星in九州」はその時のコースにより発着番線が変わる。3泊4日コースの場合は人吉または川内方面からの上り列車はJRホーム1番線、逆に人吉方面へに向かう下り列車は3番線発着であるが、編成が長いためJRホーム1番線に発着する列車はJRホーム1番線とおれんじ鉄道ホーム1番線をまたぐ形で停車する。1泊2日コースの場合は当駅で熊本方面に折り返すため2番線発着となり、機関車は付替えのため当駅構内で機回し作業を行ってから折り返す。「ななつ星in九州」の当駅折り返し列車が停車時は、その時間帯に発着する鹿児島本線列車はJRホーム1番線、肥薩線列車は3番線から発着する。
- 列車の夜間滞泊は鹿児島本線の列車はJRホーム1番線と留置線で、肥薩線の列車は2番線で、おれんじ鉄道線の列車は0番線で行う。
- 2004年3月12日までは、主に0番線は肥薩線（人吉方面）、1番線は鹿児島本線・肥薩線上り列車（熊本・博多・小倉・門司港方面）、2番線は当駅折り返し列車（上下線列車折り返し用）、3番線は鹿児島本線・肥薩線下り列車（水俣・出水・西鹿児島・人吉方面）に使用されていた。

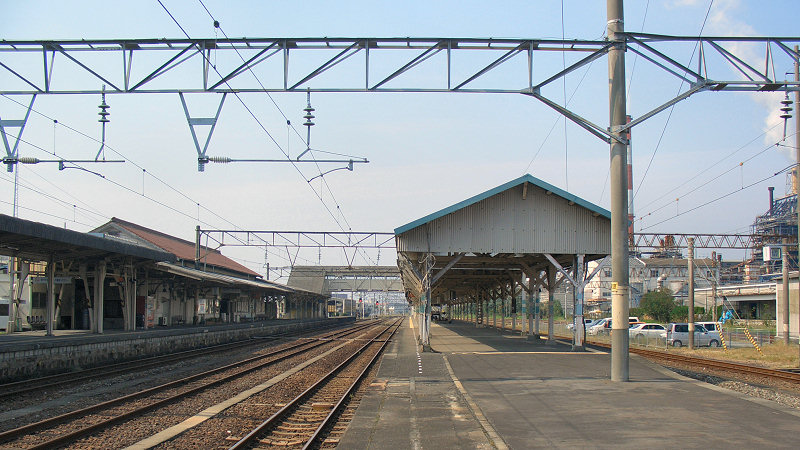
ホーム（上屋建て替え前）
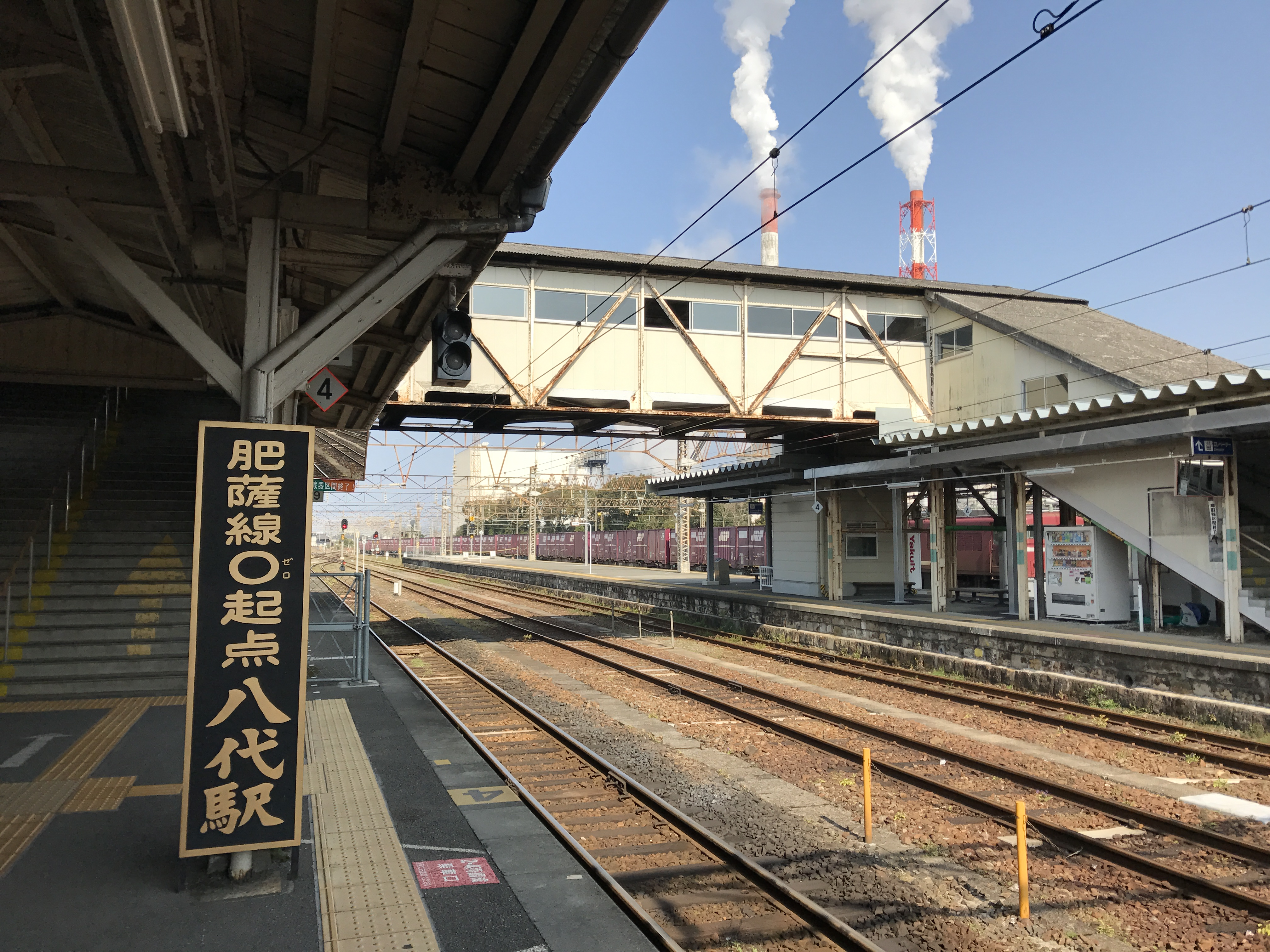
1番ホームと「肥薩線0起点八代駅」標柱
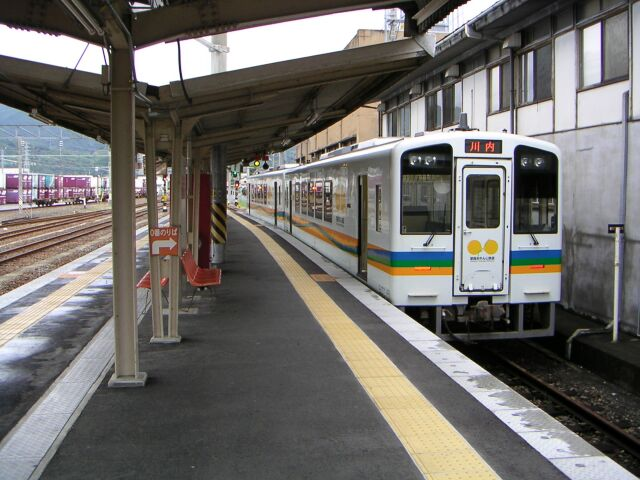
肥薩おれんじ鉄道0番のりば
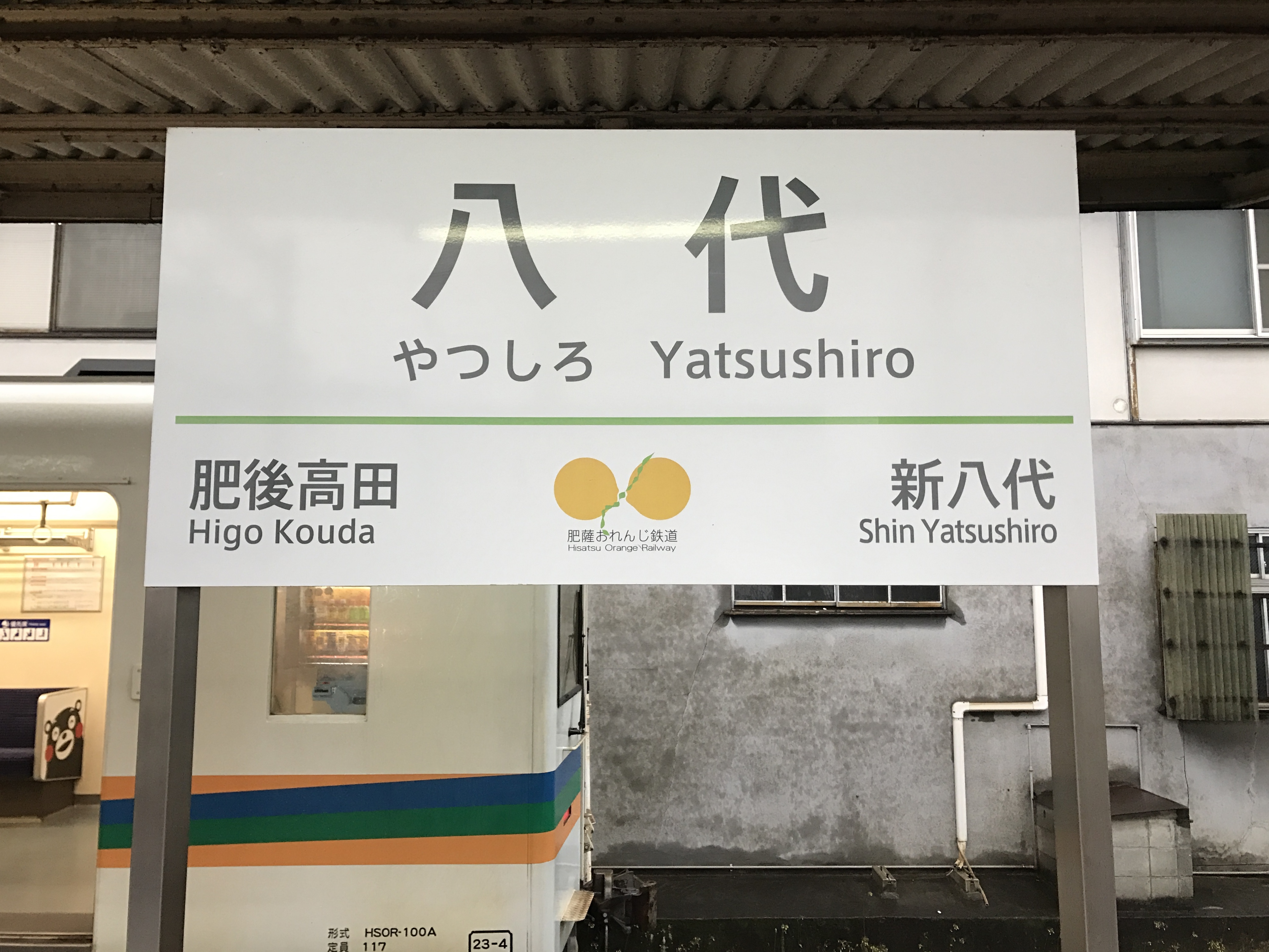
肥薩おれんじ鉄道の駅名標
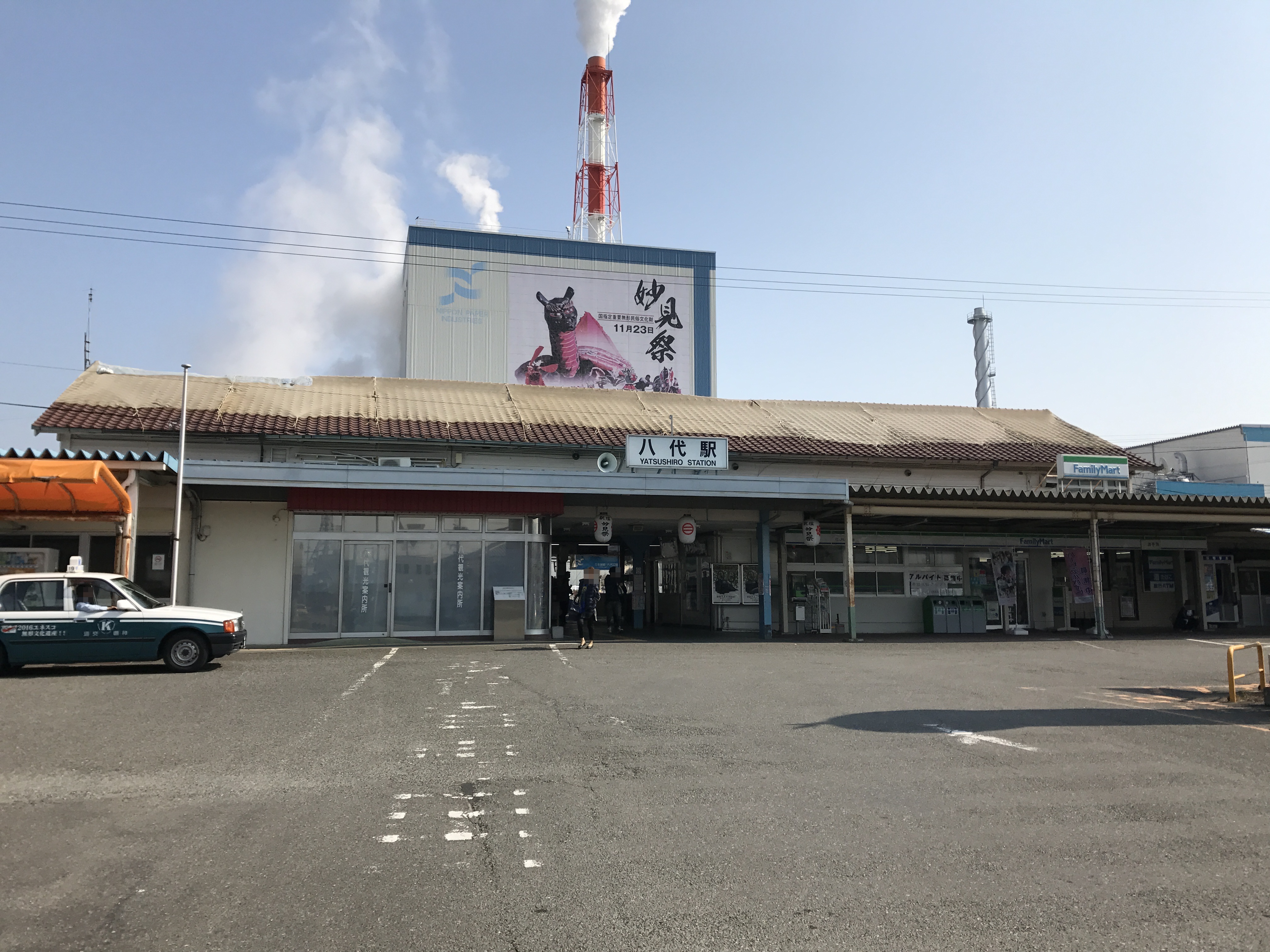
旧駅舎外観
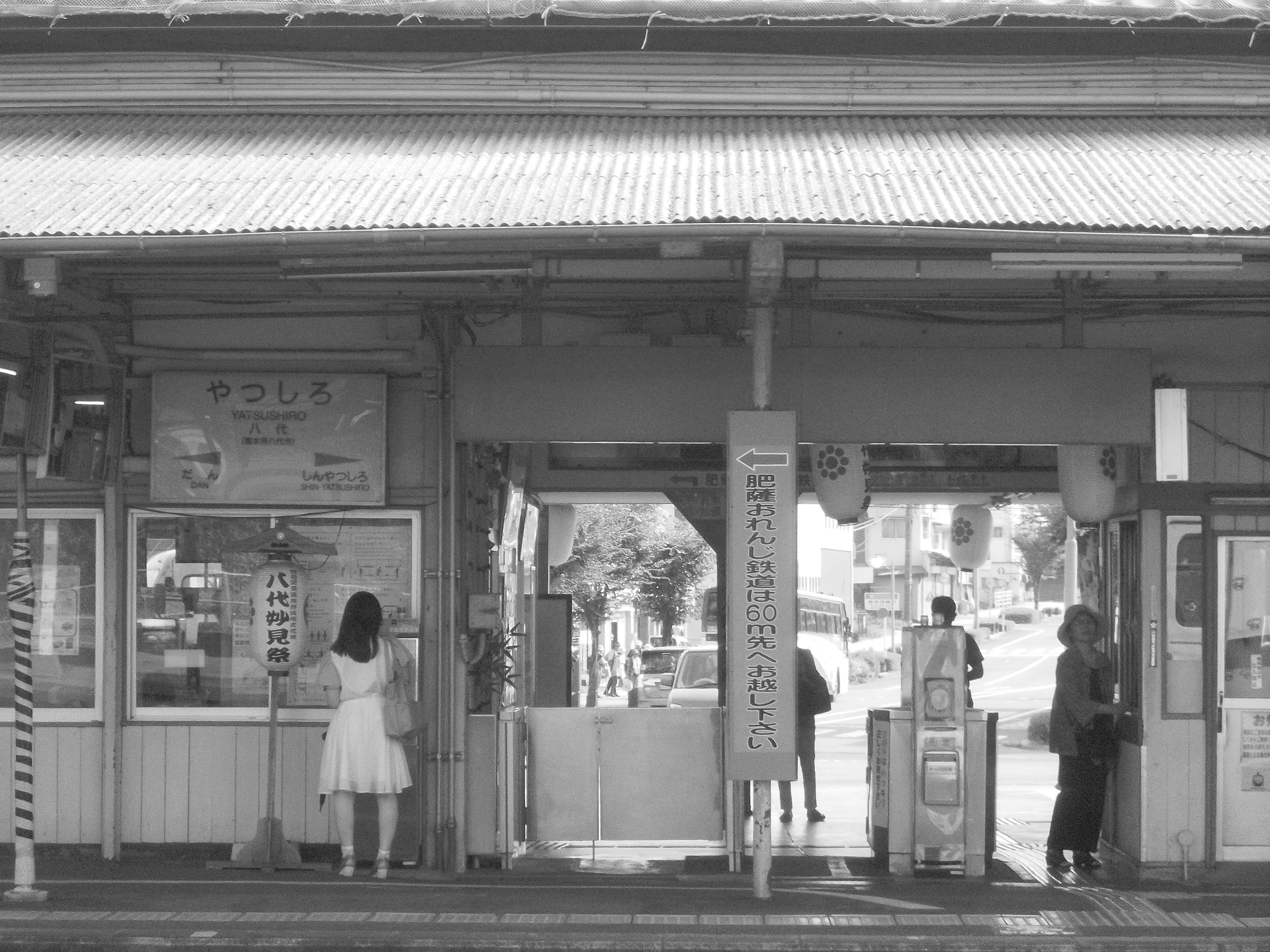
旧駅舎改札口

## 貨物駅

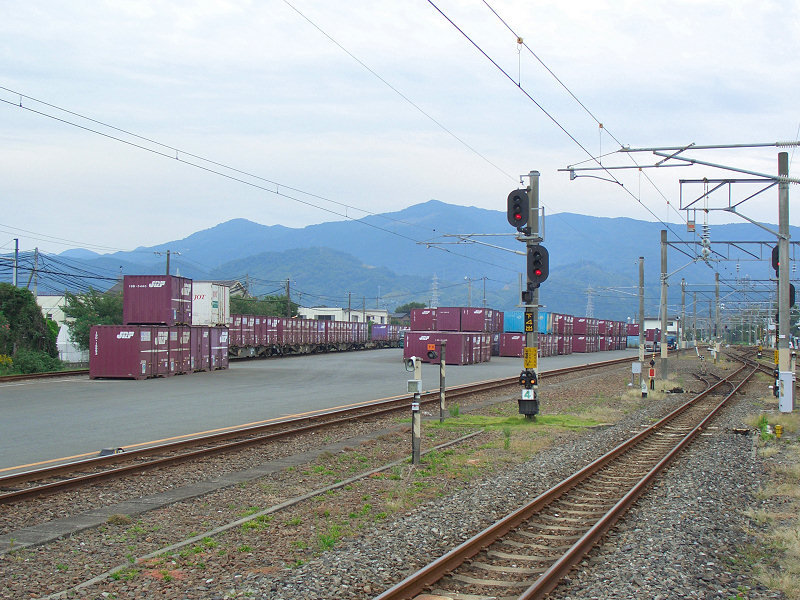
コンテナホーム

JR貨物の駅は、旅客駅の北東にある。取扱量の約80%が駅至近にある日本製紙八代工場に係わる製品となっている。
1面のコンテナホームと2線のコンテナ荷役線がある。ホームの北側に接する荷役線は側線だが、南側に接する荷役線は着発線荷役方式（E&S方式）を採用する着発荷役線である。
2019年3月改正時点では、以下の高速貨物列車が発着する。専用貨物列車の発着はない。
出発
- 4096列車 北九州貨物ターミナル駅 - 岡山貨物ターミナル駅 - 吹田貨物ターミナル駅 - （大阪貨物ターミナル駅） - 岐阜貨物ターミナル駅 - （名古屋貨物ターミナル駅） - 東京貨物ターミナル駅

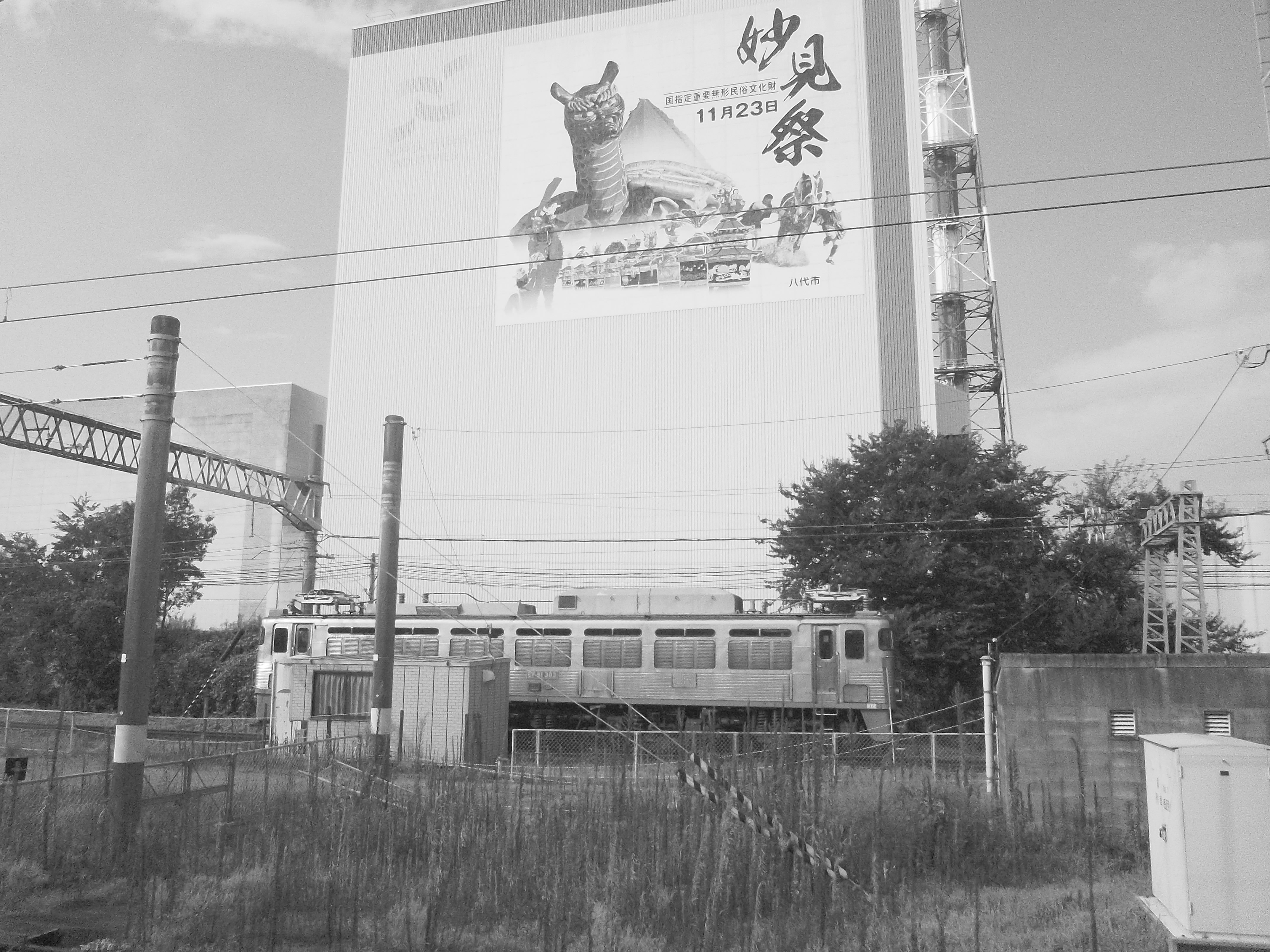
貨物側線越しに見える日本製紙八代工場。壁の「八代妙見祭」イラストは2012年に設置されたもの（2016年）

到着
- 4099列車 熊本駅

### 取り扱う貨物の種類
- コンテナ貨物 - 12 ftコンテナのみを取り扱う。
- 産業廃棄物の取扱許可を得ている。

### 旧施設
1989年（平成元年）11月に旅客駅隣接地に移転する以前は、コンテナホームや荷役線などの貨物取扱施設は旅客駅の西方の球磨川沿いにあり、旅客駅から側線が延びていた。この位置は1896年（明治29年）に開業した初代八代駅の位置であり、1908年（明治41年）6月の八代駅移転の際、その跡地に荷物扱所として開業。その後、1912年（明治45年）7月11日付で荷物駅の球磨川駅となり、1942年（昭和17年）4月1日付で貨物駅に変更された後、1945年（昭和20年）6月10日付で八代駅に統合され、八代駅の貨物取扱施設となった。
八代地区でコンテナ取扱が始められるに当たってコンテナホームなどが整備された。国鉄時代末期の貨物取扱縮小に際しては近隣の貨物取扱駅の機能が集約され、拠点として位置付けられた。
国鉄分割民営化後、旅客駅付近の機関区・客貨車区跡地を活用した基盤整備事業が行われることとなり、この事業によって1989年（平成元年）11月に貨物取扱施設は旅客駅隣接地へ移転し、旧施設は閉鎖された。跡地はやつしろハーモニーホールや出町公園となっている。

### 専用線（廃止）
かつては、旅客駅の北側にある日本製紙八代工場への専用線 があった。同工場内には製品発送用ホームや製紙用化学薬品の受入れ設備があり、有蓋車による製品の発送や、タンク車による液化塩素等の受入れが行われていた。有蓋車による製品発送は、1996年までにコンテナへの置き換えを完了して廃止となり、タンク車による化学薬品の受入れも2005年までに終了したため、以後は専用線は使用されておらず線路も撤去された。
また、旅客駅の西側には、興人八代工場・三楽オーシャン（現・メルシャン）八代工場・日本セメント八代工場への専用線が接続しており、中心市街地を迂回して各工場へ延びていた。このうち日本セメント専用線は八代工場の閉鎖に伴い1980年（昭和55年）2月1日に、他二社の専用線は1984年（昭和59年）2月1日に廃止となった。線路跡は遊歩道として整備され、日本セメント八代工場跡地はゆめタウン八代とヤマダデンキテックランド八代店となっている。

## 駅弁
かつては八代駅近くに本店工場があった駅弁業者「株式会社みずあらい」や駅近くの中華料理屋「太楼」が駅弁を販売しており、みずあらいは球磨川の鮎を使用した鮎の塩焼き弁当や鮎の甘露煮を使用した鮎弁当、太楼はがらっぱ弁当が名物であった。がらっぱ弁当は土休日は球磨川の河童伝説にちなんだ九千坊のコスプレをした店員がホームで立売を行っており、旅行者やファンに親しまれていた。しかし、みずあらいは1990年代後半に経営破綻により廃業し、太楼も2004年に八代駅 - 川内駅間が肥薩おれんじ鉄道に経営移管された際に駅弁販売から撤退している。2004年以降はみなみの風（より藤）が販売している。
主な駅弁は下記の通り。
- 阿蘇赤うし - 牛の時雨煮と焼き肉。
- 鮎屋三代 - 球磨川で獲れた天然の鮎を使った出汁で炊いた御飯に、鮎の甘露煮が乗っている。JR九州の「人気駅弁ランキング」で3年連続1位。

## 利用状況

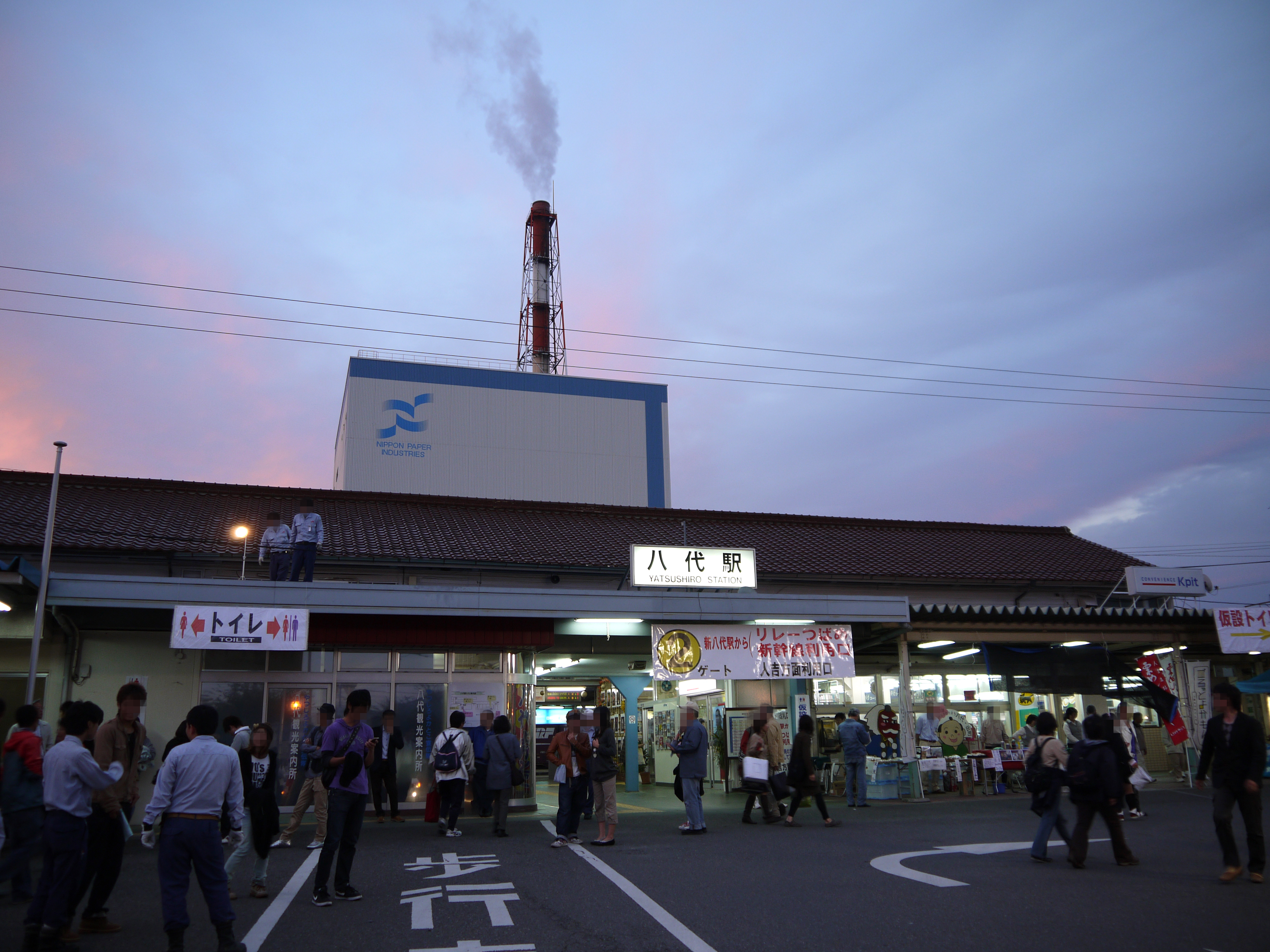
毎年10月第3土曜日に開催される「やつしろ全国花火競技大会」当日には八代市は28万人の人出で賑わう。

### 旅客
1日平均乗車人員および乗降人員の推移は下記の通り。

#### JR九州
2004年、九州新幹線が部分開業して以降、新八代駅が新設したことで、乗降人員が少なくなっている。
| 年度   | 1日平均 乗車人員 | 1日平均 乗降人員 |
| ------ | ---------------- | ---------------- |
| 2000年 | 3,686            | 7,315            |
| 2001年 | 3,632            | 7,218            |
| 2002年 | 3,572            | 7,091            |
| 2003年 | 3,522            | 6,997            |
| 2004年 | 2,847            | 5,693            |
| 2005年 | 2,672            | 5,842            |
| 2006年 | 2,583            | 5,160            |
| 2007年 | 2,534            | 5,065            |
| 2008年 | 2,495            | 4,963            |
| 2009年 | 2,430            | 4,851            |
| 2010年 | 2,368            | 4,715            |
| 2011年 | 2,243            | 4,471            |
| 2012年 | 2,240            | 4,461            |
| 2013年 | 2,280            | 4,555            |
| 2014年 | 2,129            | 4,256            |
| 2015年 | 2,139            | -                |

2016年からの1日平均乗車人員の推移は下記の通り。
| 年度   | 1日平均 乗車人員 | 増加率 |
| ------ | ---------------- | ------ |
| 2016年 | 2,137            |        |
| 2017年 | 2,090            | -2.2%  |
| 2018年 | 1,956            | -6.4%  |
| 2019年 | 1,976            | +1.0%  |
| 2020年 | 1,515            | -30.4% |
| 2021年 | 1,522            | +0.4%  |
| 2022年 | 1,751            | +15.0% |
| 2023年 | 1,691            | -3.4%  |

#### 肥薩おれんじ鉄道
| 年度   | 1日平均 乗車人員 | 1日平均 乗降人員 |
| ------ | ---------------- | ---------------- |
| 2003年 | 774              | 1,547            |
| 2004年 | 451              | 861              |
| 2005年 | 404              | 788              |
| 2006年 | 393              | 772              |
| 2007年 | 399              | 768              |
| 2008年 | 380              | 737              |
| 2009年 | 373              | 725              |
| 2010年 | 362              | 702              |
| 2011年 | 374              | 682              |
| 2012年 | 361              | 630              |
| 2013年 | 395              | 687              |
| 2014年 | 361              | 635              |
| 2015年 | 424              | 720              |
| 2016年 | 367              | 653              |
| 2017年 | 341              | 648              |
| 2018年 | 328              | 605              |
| 2019年 | 346              | 587              |

### 貨物
- 2004年度 - 発送 117,839トン、到着 38,628トン
- 2005年度 - 発送 106,406トン、到着 34,578トン
- 2006年度 - 発送 131,611トン、到着 34,348トン
- 2007年度 - 発送 133,693トン、到着 59,363トン
- 2008年度 - 発送 120,025トン、到着 34,491トン
- 2009年度 - 発送 100,293トン、到着 21,706トン
- 2010年度 - 発送 92,310トン、到着 27,745トン
- 2011年度 - 発送 102,559トン、到着 28,124トン
- 2012年度 - 発送 82,245トン、到着 27,974トン
- 2013年度 - 発送 95,053トン、到着 40,975トン

## 駅周辺

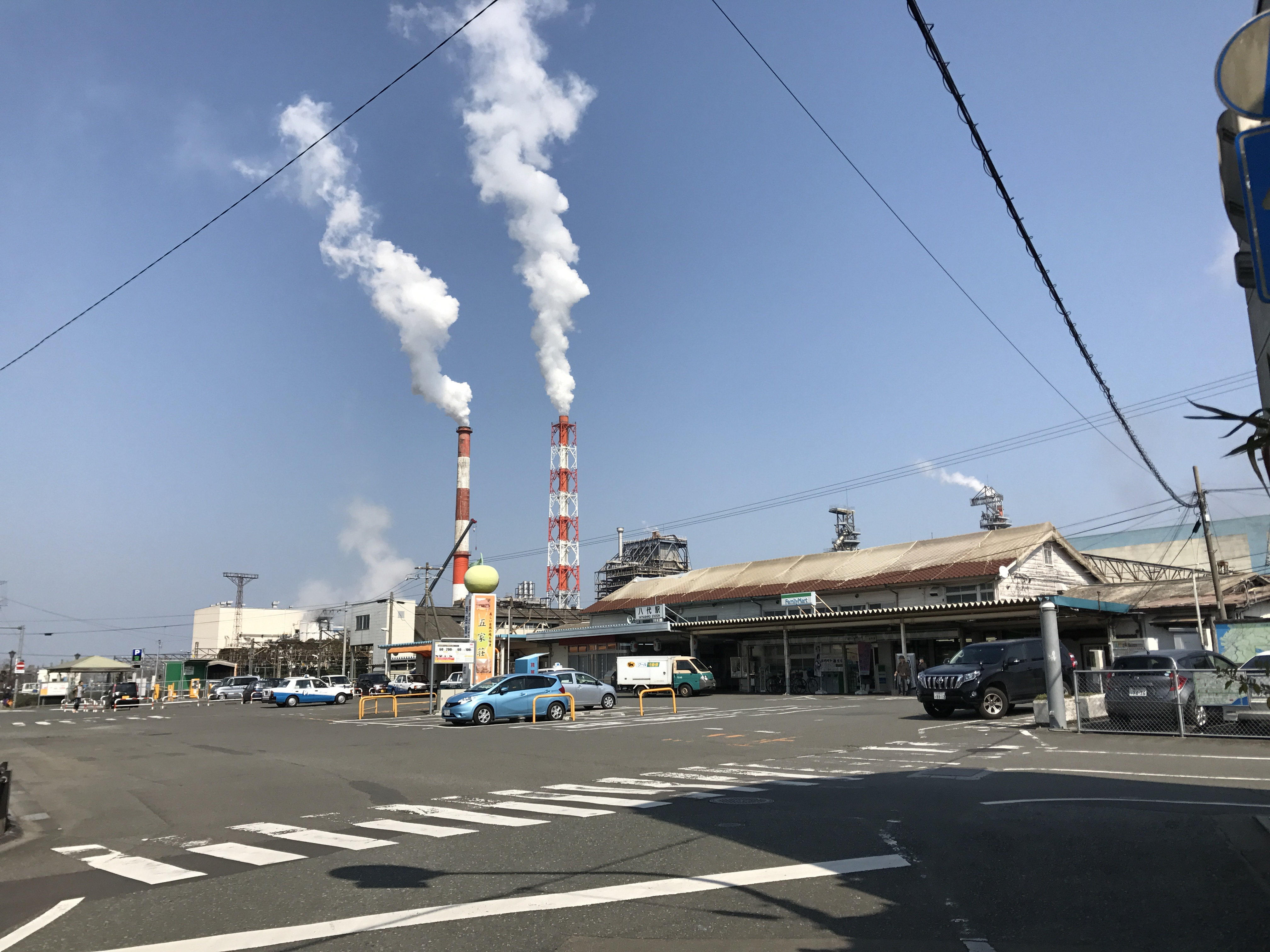
JR駅舎と日本製紙八代工場

駅舎のある西側は八代市の中心市街地の東端を成しており、八代市役所（八代本町アーケード）・八代城址・松井神社・松浜軒等からは2キロメートルほど離れている。東側の駅裏は日本製紙八代工場となっている。
- 八代駅前郵便局
- 肥後銀行八代駅前支店
- 八代警察署八代駅前交番
- 日本製紙八代工場
- 国道3号
- B&BNew八代店
- ウエスト八代店
- 八代宮
- スーパーホテル 熊本・八代
- お菓子の彦一本舗駅前本店
- ドラッグストアモリ八代駅前店
- 資さんうどん八代旭中央通店
- 八代グランドホテル

## バス路線
駅前に産交バスと神園交通が乗り入れている。産交バスは八代営業所（一部路線は水俣営業所）が担当。かつては八代営業所（八代産交）発着を中心に駅前ロータリーから熊本・宇城方面、旧泉村・東陽村方面、球磨（坂本・神瀬・白石・日田地・川原谷地区）・人吉方面（ひとよし号）、水俣方面（水俣産交）、薩摩川内方面（快速さつま号）、阿蘇くまもと空港（エアラインやつしろ号）、八代港方面（郡築・産島地区）など広範囲へ多数のバスが設定され、松橋営業所所属の大型車両や水俣営業所所属の車両も八代駅前に乗り入れていたが、沿線の過疎化や少子高齢化に伴う深刻な乗客減などにより2010年10月1日のダイヤ改正で運用形態が大幅に見直されて八代営業所（一部のみ水俣営業所）所属の小型車両、中型車両のみの運用となり、この日から新設された八代市街地循環型のコミュニティバス（みなバス・ゆめバス・まちバス）や八代市役所発着で市内のみの運行を中心とした近距離で地元密着型の合理的なダイヤに変更された。その後もダイヤの見直しで運行路線の系統整理や運行範囲の縮小を重ねているため、駅前発着の路線バスは年々本数が少なくなり運行範囲も大幅に短縮されてしまっている。2017年には「八代市地域公共交通再編実施計画」を策定し、同年10月1日に施行され、主な内容としては、運賃の見直し、起終点の変更、一部路線の延長、短縮、ルート変更、一部路線の増便、減便、 系統番号の新設、デマンド運行や乗合タクシーへの移行がある。2023年10月1日現在では次のとおりである。
| 停留所名             | 運行事業者                             | 行先 | 備考 |
| 八代駅駅舎（JR）側   | 八代駅駅舎（JR）側                     | 八代駅駅舎（JR）側 | 八代駅駅舎（JR）側 |
| -------------------- | -------------------------------------- | --- | --- |
| 八代駅前             | 産交バス                               | 4：八代産交（出町・八代市役所・ゆめタウン経由）4： 松橋産交（国道3号経由） | |
| 八代駅前             | 産交バス                               | 6：宮原中央（八代産交・市立八代支援学校・文政廻し経由） | 平日2便のみ |
| 八代駅前             | 産交バス                               | 11 ：八代市役所前（出町経由） 11 ：道の駅たのうら（八代工業高校前・日奈久温泉駅前経由） | |
| 八代駅前             | 産交バス                               | 12 ：八代市役所前（袋町経由） 12 ：日奈久下西町・ ウインズ八代（高田駅前・日奈久温泉駅前経由） | 土日祝日の日中のみ「ウインズ八代」行き、そのほかの運行便（平日及び年始年末含む）は「日奈久下西町」行き                         |
| 八代駅前             | 八代市街地循環バス（産交バス受託運行） | ■R1：みなバス右廻り循環（出町・本町緑地公園・八代市役所前・ゆめタウン方面）■L1：みなバス左廻り循環（新八代駅西口・臨港線・イオン八代ショッピングセンター・松江通り方面）                                   | |
| 八代駅前             | 八代市街地循環バス（産交バス受託運行） | ■R2：まちバス右廻り循環（袋町・本町緑地公園・八代市役所前・厚生会館前・ゆめタウン方面）■L2：まちバス左廻り循環（秀岳館高校前・市民球場前・イオン八代ショッピングセンター・サテライト八代・ゆめタウン方面） | |
| 八代駅前             | 八代市街地循環バス（産交バス受託運行） | ■R3：ゆめバス右廻り循環（旭中央・麦島・古城方面）■L3：ゆめバス左廻り循環（出町・本町緑地公園・八代市役所前・八代産交方面）                                                                                 | |
| 八代駅前             | 八代市乗合タクシー                     | 21：八代市役所前（出町経由） 21：新開橋（八代清流高校前経由） | ※2023年9月30日まで産交バスが運用していた「10系統：坂本線」を移管した路線                                                       |
| 八代駅ロータリー外側 |                                        | | |
| 八代駅               | 神園交通                               | すーぱーばんぺいゆ：阿蘇くまもと空港・運転免許センターすーぱーばんぺいゆ：八代港・くまモンポート前 | 空港経由運転免許センター行きは2便のみ 八代市内（10か所）のみの乗降可能だが、下り最終便（22時台到着）の八代市内のみの乗車は不可 |

## 隣の駅
※臨時快速「おれんじ食堂」の隣の停車駅は列車記事を参照のこと。
九州旅客鉄道（JR九州）

■鹿児島本線
■区間快速・■普通
新八代駅 - 八代駅
■肥薩線（休止中）

八代駅 - 段駅
肥薩おれんじ鉄道
■肥薩おれんじ鉄道線（新八代駅 - 当駅間JR鹿児島本線）
- 臨時観光列車「おれんじ食堂」停車駅

■普通
新八代駅（鹿児島本線） - 八代駅（OR01） - 肥後高田駅（OR02）
運輸省
鹿児島本線（貨物支線。廃止）
八代駅 - （貨）球磨川駅